# Nova Crixás
Nova Crixás är en kommun i Brasilien.   Den ligger i delstaten Goiás, i den centrala delen av landet, 300 km nordväst om huvudstaden Brasília. Antalet invånare är 11 911.
Omgivningarna runt Nova Crixás är huvudsakligen savann. Trakten runt Nova Crixás är nära nog obefolkad, med mindre än två invånare per kvadratkilometer.